# Grammy Latino de 2004
A 5ª edição do Grammy Latino foi realizada em 1º de setembro de 2004, no Shrine Auditorium, em Los Angeles. Esta foi a última transmissão da premiação pela rede CBS. A partir de 2005, os prêmios foram transmitidos exclusivamente pela Univision. Alejandro Sanz foi o grande vencedor ganhando quatro prêmios, incluindo Álbum do Ano.

## Categorias
Os vencedores estão em negrito.

### Categorias Gerais
Gravação do Ano
Alejandro Sanz — "No Es Lo Mismo" 
- Maria Rita — "A Festa"
- Robi Draco Rosa — "Más y Más"
- Skank — "Dois Rios"
- Bebo Valdés & Diego el Cigala — "Lágrimas Negras"
- Julieta Venegas — "Andar Conmigo"

Álbum do Ano
Alejandro Sanz — No Es Lo Mismo
- Café Tacuba — Cuatro Caminos
- Kevin Johansen — Sur O No Sur
- Maria Rita — Maria Rita
- Bebo Valdés & Diego el Cigala — Lágrimas Negras

Canção do Ano
Alejandro Sanz — "No Es Lo Mismo"
- Coti & Julieta Venegas — "Andar Conmigo" (Julieta Venegas)
- Emmanuel del Real — "Eres" (Café Tacuba)
- Kevin Johansen — "La Procesión"
- Luis Gómez Escolar, Robi Draco Rosa & Itaal Shur — "Más y Más" (Robi Draco Rosa)

Artista Revelação
Maria Rita
- Akwid
- Obie Bermúdez
- Mauricio & Palo de Agua
- Superlitio

### Pop
Melhor Álbum Vocal Pop Feminino
Rosario — De Mil Colores
- Rocío Dúrcal — Caramelito
- Ednita Nazario — Por Ti
- Paulina Rubio — Pau-Latina
- Jaci Velasquez — Milagro

Melhor Álbum Vocal Pop Masculino
Alejandro Sanz — No Es Lo Mismo
- Obie Bermúdez — Confesiones
- David Bisbal — Bulería
- Ricky Martin — Almas del Silencio
- Luis Miguel — 33

Melhor Álbum Vocal Pop em Dupla ou Grupo do Ano
Sin Bandera — De Viaje
- Area 305 — Hay Que Cambiar
- Estopa — ¿La calle es tuya?
- La Oreja de Van Gogh — Lo que te conté mientras te hacías la dormida
- Los Tri-O — Canciones del Alma de Marco Antonio Solís

### Urbano
Melhor Álbum de Música Urbana
Vico C — En Honor A La Verdad
- Akwid — Proyecto Akwid
- Control Machete — Uno, Dos: Bandera
- DJ Kane — DJ Kane
- Juan Gotti — No Sett Trippin

### Rap/Hip-Hop
Melhor Álbum de Rap/Hip-Hop
Vico C — Vivo
- Camorra — Vírus
- Nilo MC — Guajiro Del Asfalto
- Nocaute — CD Pirata
- X-Alfonso — X - Moré

### Rock
Melhor Álbum Vocal de Rock Solo
Julieta Venegas — Sí
- Charly García — Rock & Roll Yo
- Alejandra Guzmán — Lipstick
- Fito Páez — Naturaleza Sangre
- Luis Alberto Spinetta — Para Los Árboles

Melhor Álbum Vocal de Rock de Dupla ou Grupo
La Ley — Libertad
- Bersuit Vergarabat — La Argentinidad al Palo
- Café Quijano — ¡Qué grande es esto del amor!
- Divididos — Vivo Acá
- El Tri — Alex Lora: 35 Años y lo Que le Falta Todavía

Melhor Álbum de Música Alternativa
Café Tacuba — Cuatro Caminos
- Babasónicos — Infame
- Kinky — Atlas
- Ozomatli — Coming Up
- Plastilina Mosh — Hola Chicuelos

Melhor Canção de Rock
Emmanuel del Real — "Eres" (Café Tacuba)
- Ismael "Tito" Fuentes — "Here We Kum" (Molotov)
- Miguel "Mickey" Huidobro — "Hit Me" (Molotov)
- Desmond Child, Alejandra Guzmán & Jodi Marr — "Lipstick" (Alejandra Guzmán)
- Beto Cuevas — "Mi Ley" (La Ley)

### Tropical
Melhor Álbum de Salsa
Celia Cruz — Regalo del Alma
- Los Van Van — Van Van Live at Miami Arena
- Víctor Manuelle — Travesía
- Tito Nieves — Tito Nieves canta con el Conjunto Clásico: 25 Aniversario Recuerdos
- Jerry Rivera — Canto a Mi Ídolo… Frankie Ruiz

Melhor Álbum de Merengue
Johnny Ventura — Sin Desperdicio
- Alex Bueno — 20 Años Después
- Gisselle — Contra la Marea
- Grupo Manía — Hombres de Honor
- Limi-T 21 — Como Nunca… Como Siempre

Melhor Álbum de Música Tropical - Contemporâneo
Albita — Albita Llegó
- Andy Andy — Necesito Un Amor
- Huey Dunbar — Music For My Peoples
- Frank Reyes — Cuando Se Quiere Se Puede
- Mickey Taveras — Sigo Siendo Romántico

Melhor Álbum de Música Tropical ‑ Tradicional
Bebo Valdés & Diego el Cigala — Lágrimas Negras
- Las Hermanas Márquez — Paquito D’Rivera Presents las Hermanas Márquez
- Manny Manuel — Serenata
- Danny Rivera & Antonio Cabán Vale — Amigos del Alma
- Tropicana All Stars — Tropicana All Stars Recuerda A Benny Moré

Melhor Canção Tropical
Sergio George & Fernando Osorio — "Ríe y Llora" (Celia Cruz)
- Albita — "Albita Llegó"
- Raúl del Sol & Jorge Luis Piloto — "Creo en el Amor" (Rey Ruiz)
- Gian Marco — "Hoy" (Gloria Estefan)
- Emilio Estefan Jr. & Víctor Manuelle — "Tengo Ganas (Salsa)" (Víctor Manuelle)

### Cantor e Compositor
Melhor Álbum de Cantor-Compositor
Soraya — Soraya
- Juan Gabriel — Inocente de Ti
- León Gieco — El Vivo de León
- Alejandro Lerner — Buen Viaje
- Joan Sebastian — Que Amarren A Cúpido
- Joan Manuel Serrat — Serrat Sinfónico

### Música Regional Mexicana
Melhor Álbum de Música Ranchera
Vicente Fernández & Alejandro Fernández — En Vivo: Juntos Por Ultima Vez
- Pepe Aguilar — Con Orgullo Por Herencia
- Vicente Fernández — Se Me Hizo Tarde la Vida
- Pablo Montero — Gracias… Homenaje A Javier Solis
- Marco Antonio Solís — Tu Amor o Tu Desprecio

Melhor Álbum de Banda
Banda El Recodo — Por Ti
- Cuisillos de Arturo Macias — Corazón
- El Coyote y su Banda Tierra Santa — El Rancho Grande
- Los Horóscopos de Durango — Puras de Rompe y Rasga
- Lupillo Rivera — Live! en Concierto — Universal Amphitheatre

Melhor Álbum de Música Grupera
Alicia Villarreal — Cuando el Corazón Se Cruza
- Ana Bárbara — Te Atraparé… Bandido
- Bronco el Gigante de América — Siempre Arriba
- Ninel Conde — Ninel Conde
- Mariana — Seré Una Niña Buena

Melhor Álbum de Música Tejana
Jimmy González & El Grupo Mazz — Live en el Valle
- La Tropa F — Un Nuevo Capítulo
- Little Joe & La Familia — Celebration Of Life - Volume Two Live
- Bobby Pulido — Móntame
- Sólido — Vuelve

Melhor Álbum de Música Nortenha
Los Tigres del Norte — Pacto de Sangre
- Ramón Ayala y Sus Bravos del Norte — Titere en Tus Manos/El Invicto
- Conjunto Primavera]] — Decide Tú
- Los Palominos — Canciones de la Rockola
- Michael Salgado — Entre Copas

Melhor Canção Regional Mexicana
Marco Antonio Solís — "Tu Amor o Tu Desprecio"
- Roberto Martínez — "¿A Donde Estabas?" (Intocable)
- Mario Quintero Lara — "Imperio" (Los Tucanes de Tijuana)
- José Cantoral — "José Pérez León" (Los Tigres del Norte)
- Freddie Martinez — "Titere en Tus Manos" (Ramón Ayala y Sus Bravos del Norte)

### Instrumental
Melhor Álbum Instrumental
Yo-Yo Ma — Obrigado Brazil Live In Concert
- Armandinho — Retocando O Choro
- Paulo Moura — Estação Leopoldina
- Ricardo Silveira — Noite Clara
- Tanghetto — Emigrante (Electrotango)

### Tradicional
Melhor Álbum Folclórico
Kepa Junkera — K
- Manuel Alejandro — Manuel Alejandro y Punto: Homenaje Al Grupo Haciendo Punto en Otro Son
- Ecos de Borinquen — Jíbaro Hasta el Hueso: Mountain Music of Puerto Rico
- Horacio Guarany — Cantor de Cantores
- Perú Negro — Jolgorio
- Radio Tarifa — Fiebre

Melhor Álbum de Tango
Gerardo Gandini — Postangos en Vivo en Rosario
- Pablo Mainetti — Tres Rincones
- María Estela Monti — Ciudadana
- Orquesta El Arranque — En Vivo en el Auditorio de la Rete Due de Suiza
- María Volonté and Horacio Larumbe — Fuimos

Melhor Álbum Flamenco
Paco de Lucía — Cositas Buenas
- Raimundo Amador — Isla Menor
- El Pele and Vicente Amigo — Canto
- El Lebrijano — Yo Me Llamo Juan
- Enrique Morente — El Pequeño Reloj

### Jazz
Melhor Álbum de Jazz Latino
Chucho Valdés — New Conceptions
- Jerry Gonzalez y Los Piratas del Flamenco — Jerry Gonzalez y los Piratas del Flamenco
- Santos Neto Quinteto — Canto Do Rio Jovino
- Diego Urcola — Soundances
- Bebo Valdés & Federico Britos — We Could Make Such Beautiful Music Together

### Cristã
Melhor Álbum de Música Cristã
Marcos Witt — Recordando Otra Vez
- Carlos Guzman — En las Alas de Una Paloma
- Samuel Hernández — Jesús Siempre Llega A Tiempo
- Rojo — 24/7
- Coalo Zamorano — Cosas Poderosas

Melhor Álbum de Música Cristã (Língua Portuguesa)
Aline Barros — Fruto de Amor
- Teus Igreja Batista & Nova Jerusalém — Discípulos
- Fernanda Lara & Giordani Vidal — Livre Para Amar
- Padre Marcelo Rossi — Maria Mãe Do Filho de Deus (Trilha Sonora Original do Filme)
- Gospel Thales — Acústico

### Língua Portuguesa
Melhor Álbum de Pop Contemporâneo Brasileiro
Carlinhos Brown — Carlinhos Brown Es Carlito Marrón
- Roberto Carlos — Pra Sempre
- Jota Quest — MTV Ao Vivo
- Rita Lee — Balacobaco
- Daniela Mercury — Carnaval Eletrônico
- O Rappa — O Silêncio Q Precede o Esporro
- Ivete Sangalo — Clube Carnavalesco Inocentes em Progresso

Melhor Álbum de Rock Brasileiro
Skank — Cosmotron
- Roberto Frejat — Sobre Nós 2 e O Resto do Mundo
- Los Hermanos — Ventura
- Os Paralamas do Sucesso — Uns Dias ao Vivo
- Pitty — Admirável Chip Novo

Melhor Álbum de Samba/Pagode
Nana, Dori & Danilo — Para Caymmi. de Nana, Dori e Danilo
- Jorge Aragão — Da Noite Pro Dia
- Monarco — Uma Historia do Samba
- Zeca Pagodinho — Acústico MTV
- Velha Guarda Do Salgueiro — Velha Guarda do Salgueiro

Melhor Álbum de MPB
Maria Rita — Maria Rita
- Maria Bethânia — Brasileirinho
- Gal Costa — Todas as Coisas e Eu
- Guinga — Noturno Copacabana
- Cesar Camargo Mariano & Pedro Mariano — Piano y Voz

Melhor Álbum de Música Sertaneja
Zezé di Camargo & Luciano — Zezé di Camargo & Luciano
- Ataíde & Alexandre — Momento Especial
- Bruno & Marrone — Inevitável
- Juliano Cezar — O Cowboy Vagabundo-Vida de Peão
- Leonardo — Brincadeira Tem Hora
- Marciano — Ao Vivo-Meu Ofício é Cantar

Melhor Álbum Raízes Brasileiras/Regional
Banda de Pífanos de Caruaru — No Século XXI, no Pátio do Forró
- Ara Ketu — Obrigado a Você
- Cascabulho — É Caco de Vidro Puro
- Maria Dapaz — Luiz Gonzaga na Voz de Maria Dapaz-Vida de Viajante
- Liu & Léu — Jeitão de Caboclo
- Sérgio Reis & Filhos — Violas e Violeiros

Melhor Canção Brasileira
Milton Nascimento — "A Festa" (Maria Rita)
- Joyce — "A Banda" (Joyce & Banda Maluca)
- Roberto de Carvalho, Arnaldo Jabor & Rita Lee — "Amor e Sexo" (Rita Lee)
- Lô Borges, Nando Reis & Samuel Rosa — "Dois Rios" (Skank)
- Roberto Carlos — "Pra Sempre"
- Lucas, Fernando Mendes & José Wilson — "Você Não Me Ensinou a Te Esquecer" (Caetano Veloso)

### Infantil
Melhor Álbum Infantil Latino
Niños Adorando — Niños Adorando 2
- Alegrijes y Rebujos — Disco
- Tatiana — El Regalo
- Vários Artistas  — Canciones Con Acción Para Niños
- Xuxa — Só Para Baixinhos 4

### Clássica
Melhor Álbum de Música Clássica
Vários Artistas — Jobim Sinfônico

Orquestra Simfònica de Barcelona I Nacional de Catalunya — Carmen Symphony
- Uakti — Clássicos
- Vários Artistas — Eugenio Toussaint Música de Cámara
- Trío Argentino — Schubert - Fauré
- Joao Carlos Assis Brasil — Villa-Lobos Bachianas Brasileiras Nº 4 e Cirandas João

### Produção
Melhor Engenharia de Som
Rafa Sardina — No Es Lo Mismo (Alejandro Sanz)
- Moogie Canazio & Gabriel Pinheiro — Brasileirinho (Maria Bethânia)
- Pepe Loeches — Lágrimas Negras (Bebo Valdés & Diego el Cigala)
- Álvaro Alencar & Tom Capone — Maria Rita (Maria Rita)
- Eric Schilling, Al Schmit & Armin Steiner — Trumpet Evolution (Arturo Sandoval)

Produtor do Ano
Javier Limón
- Claudia Brant, Chuy Flores, Jeeve & Gen Rubin
- Tom Capone
- Sebastian Krys
- Gustavo Santaolalla

### Vídeo Musical
Melhor Clipe
Robi Draco Rosa — "Más y Más"
- Café Tacuba — "Eres"
- Kevin Johansen — "La Procesión"
- Molotov — "Hit Me"
- Roselyn Sánchez — "Amor Amor"